# Kolar (ciudad)
Kolar es una ciudad ubicada en el estado indio de Karnataka. Es sede de la oficina central del distrito de Kolar. Se la conoce por ser uno de los sitios de extracción de oro en la India.
Está localizada a 68 kilómetros de Bangalore y a 39 km del yacimiento de oro de Kolar. La ciudad se yergue sobre el sur de los llanos de la región de Karnataka. La laguna Ammenallikere forma su límite en el este. Sobre el norte está el lago Kodikannur, fuente principal de abastecimiento de agua para la ciudad. La estación más cercana de ferrocarril está en Bangarpet a 15 km.

## Leyendas
Anteriormente, Kolar era conocida como Kuvalala.
La gente del lugar cree que muchas leyendas de la mitología hinduista sucedieron aquí.
Se dice que aquí vivió el sabio Valmiki, autor del poema épico Ramaiana.
También se habría quedado aquí el rey dios Rāma (protagonista de la epopeya) después de la conquista de Śrī Lanka.
Una leyenda del lugar también dice que su casta esposa Sītā Devī —después de ser rechazada por Rama— dio a luz aquí a sus gemelos Lava y Kusha.
Se dice que en las cercanas colinas al oeste de Kolara, llamadas Śata Śringa Parvata, sucedió toda la historia de Parashúrama (sexto avatara del dios Vishnú, e hijo del sabio Yamádagni y la diosa Renúkā).
En este lugar Parashúram decapitó a su madre Renuka por orden del celoso Yamádagni.
Aquí también el rey chatría (‘guerrero’) Kartaviria Áryuna le robó a YamádAgni la vaca Surabhi (Kāma Dhenu: ‘vaca [que cumple los] deseos’). Parashúrama entonces decapitó al rey. En venganza, los 10 000 hijos del rey mataron a Yamád Agni.
Parashúrama decapitó entonces a todos los hijos del rey, y siguió matando a sus abuelos chatrías, sus hijos, nietos, y así sucesivamente siguió matando a «todos los chatrías del mundo», generación tras generación, hasta 28 generaciones. Según la gente del lugar, el kolāhala (‘estruendo’) provocado en las colinas por esta matanza que duró tantos años dio su nombre a la aldea, que más tarde se llamaría Kuvalala, Kolala, y finalmente Kolara.
- Datos: Q97369472